# Ponte Bugrinskij
Il Ponte Bugrinskij (in russo Бугри́нский мост?, traslitterato anche come Ponte Bugrinsky) è un ponte ad arco sul fiume Ob' nella città di Novosibirsk in Russia. Costruito tra il 2010 e il 2014, è il terzo ponte stradale sul fiume Ob' della città ed è uno dei ponti ad arco più lunghi al mondo.

## Storia

### Il progetto

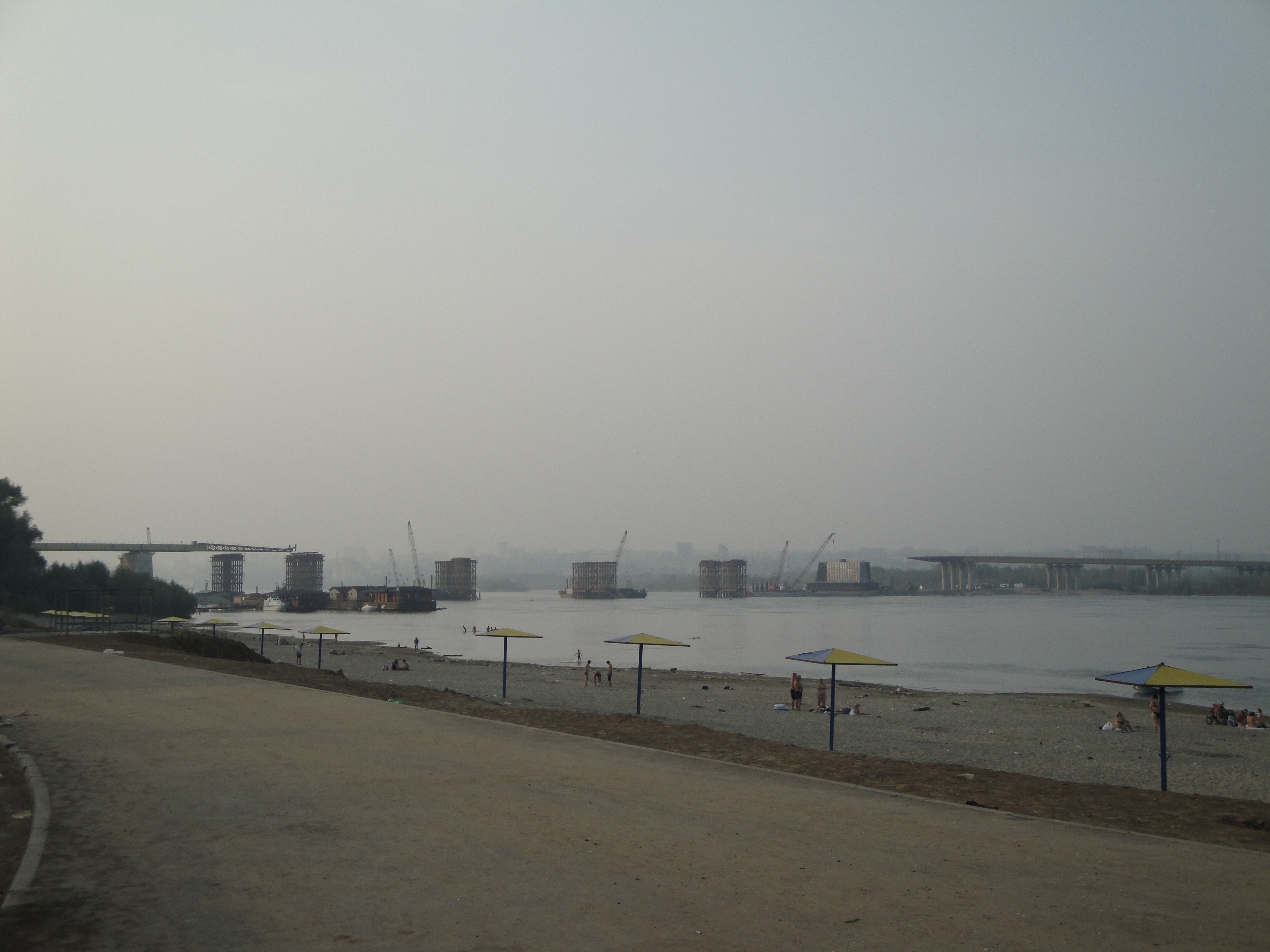
Le pile del ponte in costruzione ad agosto 2012

Il ponte Bugrinskij è il terzo ponte stradale ad essere costruito sul fiume Ob' nella città di Novosibirsk, dopo il ponte Oktjabr'skij (conosciuto anche come Kommunal'nyj) del 1955 e il ponte Dimitrovskij del 1978. Secondo le stime delle autorità cittadine, nel 2025 circa 450.000 auto si sposteranno ogni giorno tra le due rive del fiume, per cui fin dagli anni '80 del XX secolo è stata valutata la possibilità di realizzare un nuovo ponte che snellisse il traffico sulle due strutture esistenti, in grado di permettere il passaggio di 200.000 veicoli al giorno.
Nel 1997 furono effettuati nuovi studi per la realizzazione di un ponte a pedaggio tramite la ricerca di un investitore che coprisse i costi di costruzione e gestisse la struttura per alcuni anni per rifarsi delle spese. In base agli studi dell'epoca, visto l'elevato volume di traffico previsto, anche facendo pagare un pedaggio molto moderato sarebbe stato possibile rientrare nelle spese dopo circa 25 anni. La crisi economica del 1998 impedì però la realizzazione del progetto.
Alla fine del 2007 venne finalmente indetto un concorso per il progetto del nuovo ponte. Tra i progetti finalisti vi furono un ponte ad arco con una campata di 380 metri e un ponte sospeso con piloni alti 155 metri. La proposta del ponte sospeso venne scartata in quanto la struttura avrebbe avuto un costo del 26% superiore all'altra ipotesi, e inoltre gli alti piloni avrebbero potuto creare delle difficoltà agli aerei in atterraggio nel vicino aeroporto di Novosibirsk-Tolmačëvo. Per questo motivo venne scelto il ponte ad arco proposto dall'Istituto Strojproekt di San Pietroburgo.

### La realizzazione

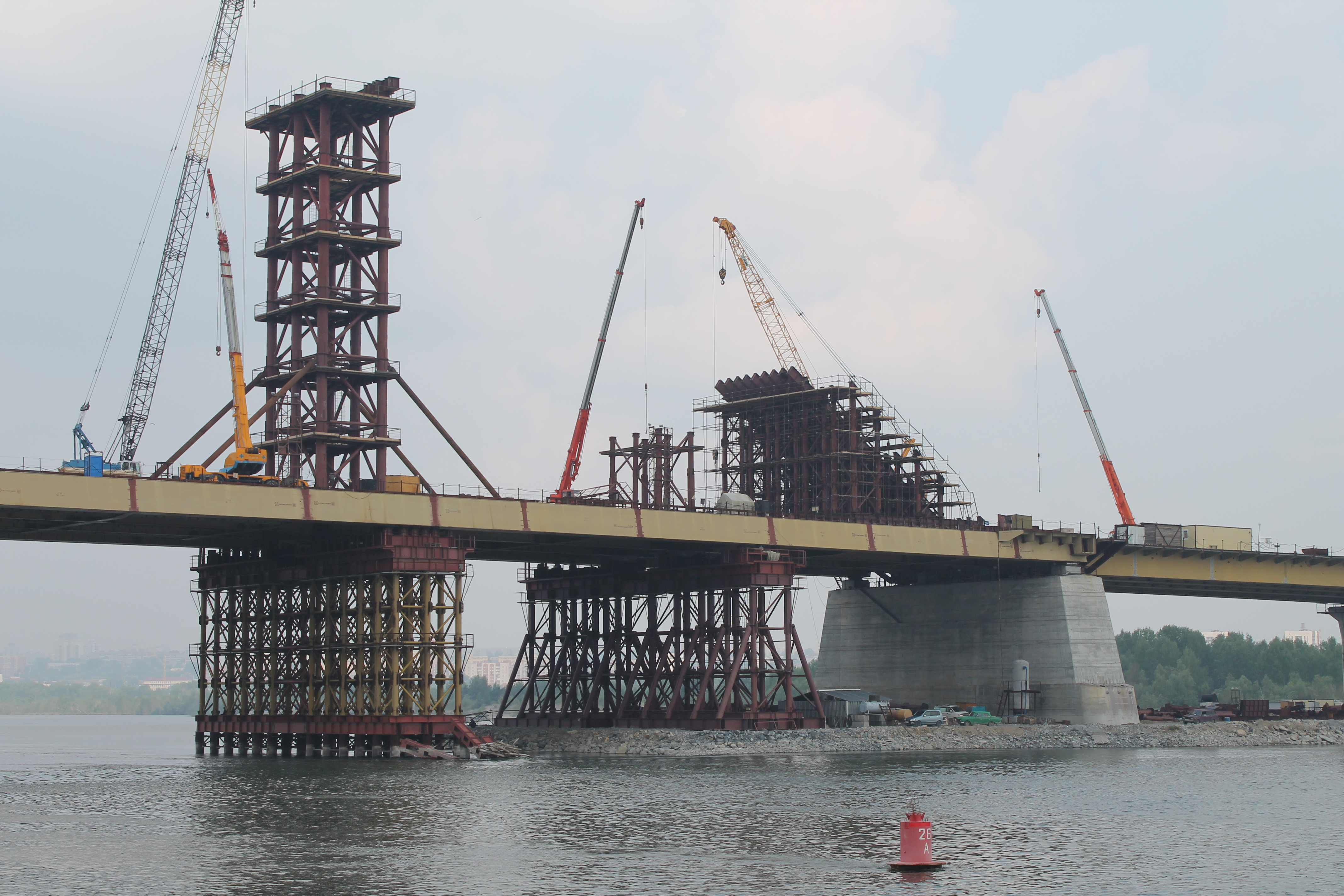
Il ponte in costruzione a luglio 2013

I lavori hanno avuto inizio nel febbraio 2010 con la costruzione dei piloni di sostegno. Tra aprile e maggio 2013 è iniziata l'installazione delle strutture temporanee per la costruzione del grande arco in acciaio. La struttura portante dell'arco è stata completata l'11 aprile 2014.
Inizialmente il ponte era stato chiamato ponte Olovozavodskoj (in russo Оловозаводской мост?), letteralmente ponte della fabbrica di stagno, dal momento che si trovava accanto ad una delle più grandi fabbriche di stagno al mondo. Nel dicembre 2013 una commissione ha invece deciso di cambiare il nome in Bugrinskij, dal nome del boschetto Bugrinskaja attraversato dalla struttura sulla riva sinistra del fiume.
Il ponte è stato inaugurato l'8 ottobre 2014 alla presenza del presidente Vladimir Putin.
Il 26 settembre 2016 l'Istituto Strojproekt ha ricevuto un Award of Merit ai FIDIC Award 2016 dell'International Federation of Consulting Engineers per il progetto del ponte.

## Descrizione

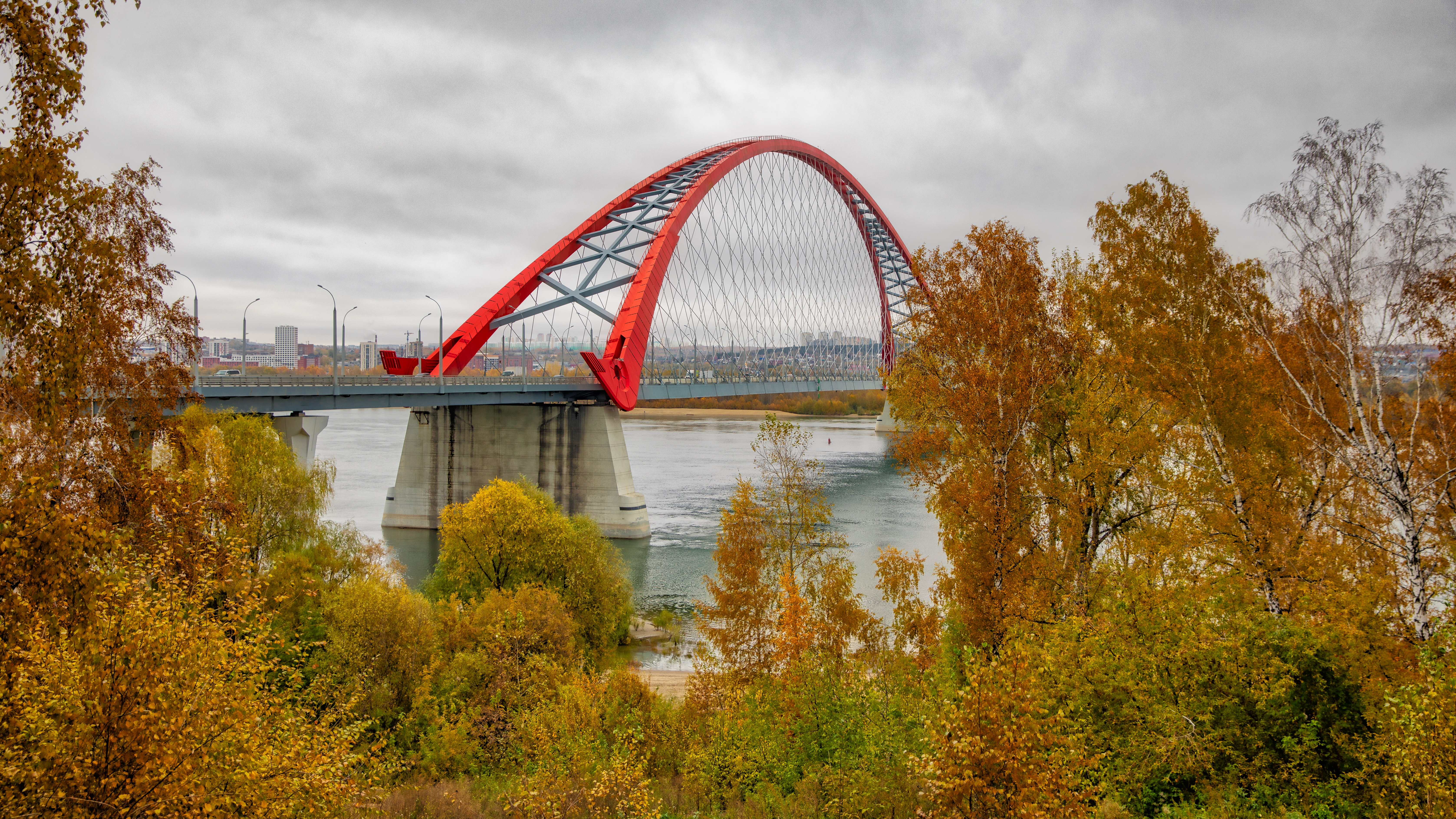
Il ponte nel 2017

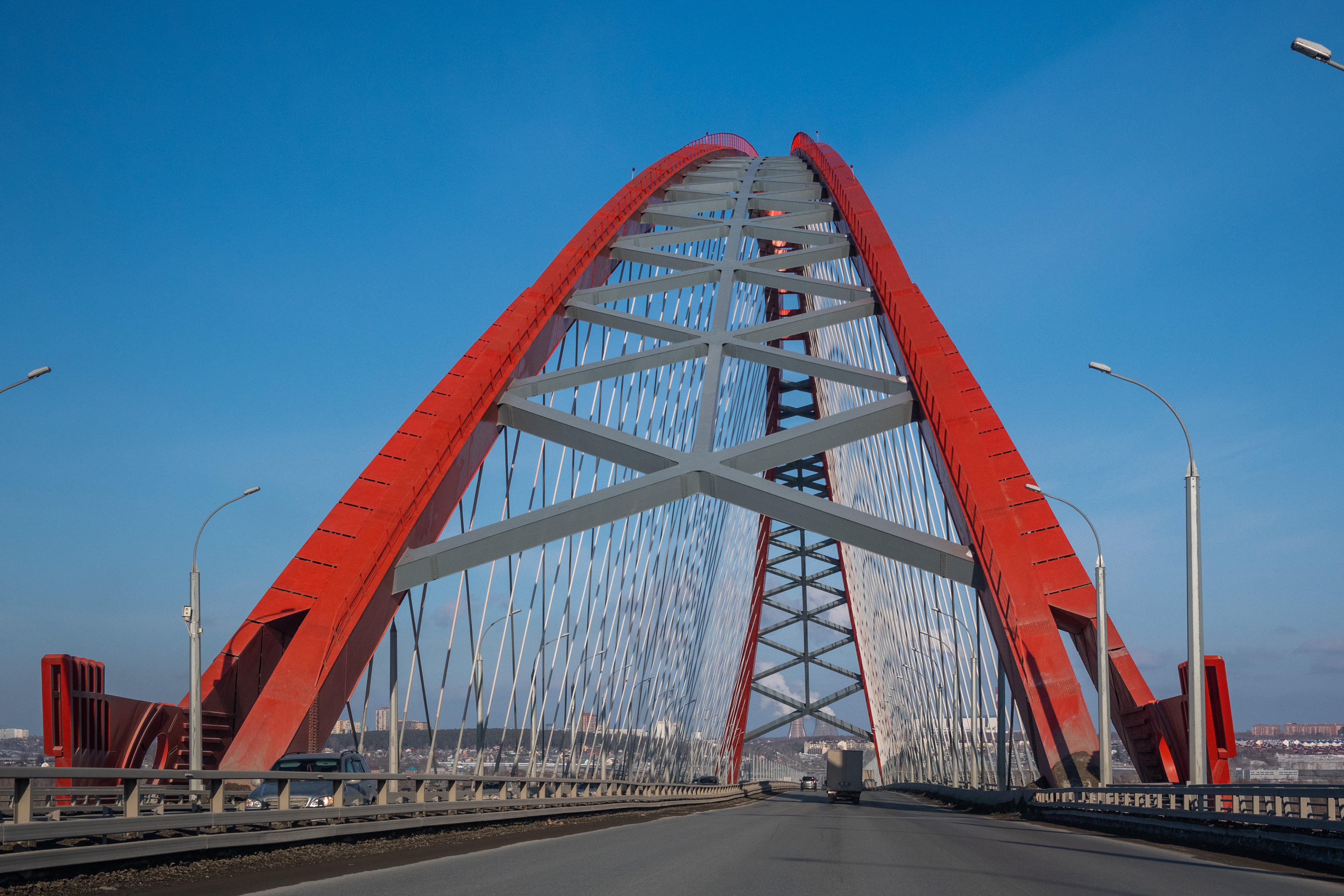
Vista del ponte dal piano stradale

Il ponte attraversa il fiume Ob' in corrispondenza nella città di Novosibirsk ed è il più a monte dei tre ponti stradali della città, situato circa 4 km a monte del ponte della metropolitana di Novosibirsk e del ponte stradale Oktjabr'skij.
Lungo complessivamente 2097,5 metri, è composto da 29 campate. La campata centrale è sorretta da un grande arco doppio in acciaio di colore rosso, lungo 380 metri e alto 72,7. I due archi che lo compongono sono collegati tra loro da una serie di travi in acciaio che creano dei raccordi a forma di X, mentre l'impalcato è sorretto da un reticolo di cavi in acciaio collegati agli archi la cui lunghezza complessiva è di circa 9 chilometri.
L'impalcato, largo quasi 37 metri, ospita 6 corsie destinate al traffico stradale, tre per senso di marcia, con una capacità complessiva di circa 7200 veicoli all'ora, e due passerelle pedonali larghe ciascuna 1,5 metri situate sul lato esterno delle due carreggiate.
Con i suoi 380 metri di luce al 2020 è il ponte ad arco più lungo della Russia e uno dei maggiori al mondo, diventando uno dei simboli della regione. L'arco di colore rosso ricorda inoltre l'arco rosso presente nello stemma della città.